# Itzik Cohen
Pour les articles homonymes, voir Cohen.
Ne doit pas être confondu avec Itzik Cohen (football) ou Itzik Cohen (basket-ball).
Itzik Cohen  (en hébreu : איציק כהן), né le 9 septembre 1968 à Tel Aviv (Israël), est un acteur, cinéaste et producteur de télévision israélien.
Il est surtout connu pour avoir incarné le capitaine Gabi Ayub dans la série télévisée à suspense politique Fauda.

## Biographie

### Jeunesse
Itzik Cohen naît à Tel Aviv, en Israël, dans une famille juive. Ses parents sont Naomi (Ezra), une femme au foyer, et Meir Cohen, un électricien. En 1976, alors qu'il est âgé de 8 ans, sa famille s'installe à Jaffa où il vit le reste de son enfance. Après la diffusion dans les Forces de défense israéliennes, il a obtenu son BA avec distinction en 1993 du Département de théâtre de l'Université de Tel Aviv. En 1996, avec quelques-uns de ses camarades de classe, il fonde le groupe de dragsters The Daughters of Pesia. Le groupe a contribué à faire pénétrer le courant dominant israélien, en faisant des apparitions dans la comédie musicale All is Legend, dirigée par Uri Pasteur (aux côtés de Michal Yannai), et dans l'émission de télévision éducative Return of the Sheriff.

### Carrière

#### Théâtre
De 1993 à 1994, en tant que membre de l'Ensemble Atim, Cohen joue le prêtre dans Roméo et Juliette, adapté et dirigé par Rina Yerushalmi. Il a de nouveau travaillé avec Yerushalmi en 1995, sur sa pièce Va-Yomer, Va-Yelech (Bible Project, Part I).
Cohen a déménagé au Théâtre Cameri en 2001, où il a joué à la fois le rabbin titulaire Kamea et la grand-mère Saida dans Rabbi Kamea, l'adaptation israélienne de Tartuffe de Molière. En 2004, il a donné, selon Haaretz, "la performance d'une vie" comme Ezra Sapir dans Rami Danon et Amnon Levy Father's Braid. Cohen est passé aux comédies musicales en 2006, quand il a joué Roger De Bris dans The Producers. En 2008, il a joué dans deux pièces du célèbre réalisateur israélien Moshe Captain : comme Lazer Wolf dans la comédie musicale Fiddler on the Roof et comme Sallah Shabati dans le remake théâtral de Sallah Shabati. En 2010, il a joué le rôle de Pantelon dans l'adaptation israélienne d'Arlequin valet de deux maîtres de Carlo Goldoni, réalisé par Moni Moshonov. En 2012, il incarne Moshiko Babayof, le narrateur de la comédie musicale Kazablan.
Cohen a continué à travailler dans des comédies musicales en 2017 et a fait un retour au drag, quand il a joué le rôle d'Edna Turnblad dans l'adaptation israélienne de Hairspray. La même année, il a joué dans la pièce de théâtre d'Ayad Akhtar The Who & The What au théâtre de Haïfa, dans le rôle d’Afzal, un père qui lutte désespérément pour que sa fille se marie dans la foi. Pour sa performance, il a été nommé pour acteur dans un rôle principal aux Prix du théâtre israélien.

#### Cinéma et télévision
En 2002, Cohen crée, avec Jonathan Cognac, la série télévisée israélienne Johnny pour Channel 2. Il est également apparu dans la série, jouant le rôle de la mère irakienne de Johnny.

### Vie privée
En 1998, Cohen se marie avec Michal Kirschenbaum avec qui il a une fille. En 2005, le couple divorce. En 2012, son ex-femme donne naissance à un garçon dont il est le père.
Dans une interview en 2002, il déclare qu'il est homosexuel.
En 2013, il subit une chirurgie bariatrique et perd 35 kilos.

## Filmographie

### Film
| Année | Titre                               | Rôle          | Notes                                                      |
| ----- | ----------------------------------- | ------------- | ---------------------------------------------------------- |
| 2001  | Minutes of Glory                    | Dedi          |                                                            |
| 2003  | Sima Vaknin is a Witch              | Avi Vanunu    |                                                            |
| 2006  | Le Petit Monde de Charlotte         | Ike the Horse | Doublage en hébreu                                         |
| 2009  | Sumô (A Matter of Size)             | Herzl         | Nommé aux Ophirs du cinéma pour le prix du meilleur acteur |
| 2010  | The Guest                           | The Guest     |                                                            |
| 2016  | The Women's Balcony                 | Aaron         |                                                            |
| 2017  | Maktub                              | Elkaslasi     |                                                            |
| 2017  | Bigfoot Junior (The Son of Bigfoot) | Wallace Bear  | Doublage en hébreu                                         |

### Télévision
| Année           | Titre                      | Rôle              | Notes                          |
| --------------- | -------------------------- | ----------------- | ------------------------------ |
| 1997            | Shuli's Boy                | Niso              | TV film                        |
| 2002            | Johnny                     | Doris             | Créateur                       |
| 2004-2007; 2017 | Big Head                   | Elhanan Berdugo   |                                |
| 2010            | Dancing with the Stars     | Lui-même          | 3e place (version israélienne) |
| 2012            | New York                   | Toka Abharmi      |                                |
| 2015-2016       | Galis                      | Spector           |                                |
| 2015–présent    | Fauda                      | Captain Gabi Ayub |                                |
| 2020            | The Masked Singer (Israël) | Dragon            | 4e place                       |
| TBA             | Oslo                       | Yossi Beilin      | TV film                        |